# Grover Mármol
Grover Mármol Quintana (n. Camagüey, 15 de agosto de 1932) es un periodista cubano.

## Biografía
Nació en Camagüey el 15 de agosto de 1932, hijo de Úrsula y León naturales de la ciudad y de Alemania respectivamente. A los 14 años obtuvo el certificado para operar en la radio y posteriormente para laborar como locutor. Obtuvo también certificaciones acreditativas de la Universidad de La Habana como publicitario.
Su etapa publicitaria se inició en 1956 en la prensa, la radio, auto parlantes; promocionaba acerca del comercio, exposiciones de autos y ofertas especiales.
Incursionó en las emisoras CMJW, Radio Cadena Suaritos, Radio Legendario, Radio Camagüey, CMJK, y en la televisión local que se inauguró el 7 de marzo de 1959; en el canal televisivo laboró como animador de programas estelares.
Labora en Radio Cadena Agramonte desde 1962, en la actualidad trabaja como asesor de programas radiales de la emblemática emisora camagüeyana y su labor como comunicador social ha sido reconocida públicamente.

## Trayectoria Laboral
El 20 de diciembre de 1947 comienza a trabajar en la C.M.J.W. de Camagüey radicada en Ave. De Los Mártires número 375.
Comienza a trabajar en la C.M.J.W. de Camagüey radicada en Ave. de Los Mártires número 375 .
Laboró en 1949 Radio Cadena Suaritos (fundador) en la Doble Vía.
En 1950 gestiona para participar en para locutor de radio, mientras realiza trabajos en Altoparlantes, Banquetes, y actos de Barrio, 
Amplificando los eventos (C.M.J.W.) y participa en Surveys, busca propaganda a comisión además de su la labor como operador de Radio.
También en Radio Legendario (República No.284) a la vez con el mismo perfil anterior 2-7-56 Certificado de aptitud n.º 2028 Anunciador o Locutor de Radio, en Radio Legendario y C.M.J.W. .Arrienda espacios a comisión con propagandas que busca, grava menciones para altoparlantes y diversas propagandas, Exposiciones de autos, ventas de liquidación y toda clase de propagandas.
17-2-58 Obtiene el certificado de IDONEIDAD de Profesional Publicitario.
7-3-59 Obtiene la plaza como Locutor y Animador en TV Camagüey canal 11(Primera emisora en provincia). Hace distintos espacios Noticieros, Culturales y de participación del público en Estudios y en la Calle.
8-8-59 Recibe el homenaje que la COMISIÓN DE CULTURA les da a los trabajadores de la TV. Y a él específicamente como MEJOR ANIMADOR de TV, seleccionado por la sección “COSITAS” del periódico ADELANTE, que escribía el inolvidable Ariel Noa.
Está actividad y muchas más fueron divulgadas en prensa libre, Revista Bohemia, y distintas publicaciones más.
A las vez por un programa “LA ESCLA DE LA FAMA”, buscando talentos, llevó al programa de C.M.Q (de José Antonio Alonso e Isolina Carrillo varios ganadores trimestrales). De esos espacios surgieron entre otros: Marta Martínez de Santa Elice, Adalberto Álvarez, Simón Roberto y muchos más que recodamos con afecto y hemos seguido su desarrollo a a través de los años.
1960 También en La Revista Espectáculo lo nombró mejor animador de la televisión, conjuntamente con otras selecciones más que hizo, cuña divulgación fue también en distintos órganos de la prensa escrita.
1969 Se cierra en Camagüey el canal 11 y pasa a Radio Cadena Agramonte hasta 1996 en asistió a los diversos espacios, y ahora es colaborador, posee la orden Raúl Gómez García y otras distinciones como el premio (IMAGEN) de los publicistas del ICRTV, de la UNEAC distinción por la labor profesional, durante estos años. 

## Premios y reconocimientos
- Orden “Raúl Gómez García”
- Premio Imagen. De los publicistas del I.C.R.T.
- Distinción de la U.N.E.A.C, por la labor profesional, durante todos estos años.

```
Hecho Por: Leon Mármol Ocaña
```

- Datos: Q5885936